# 沙湾拿吉

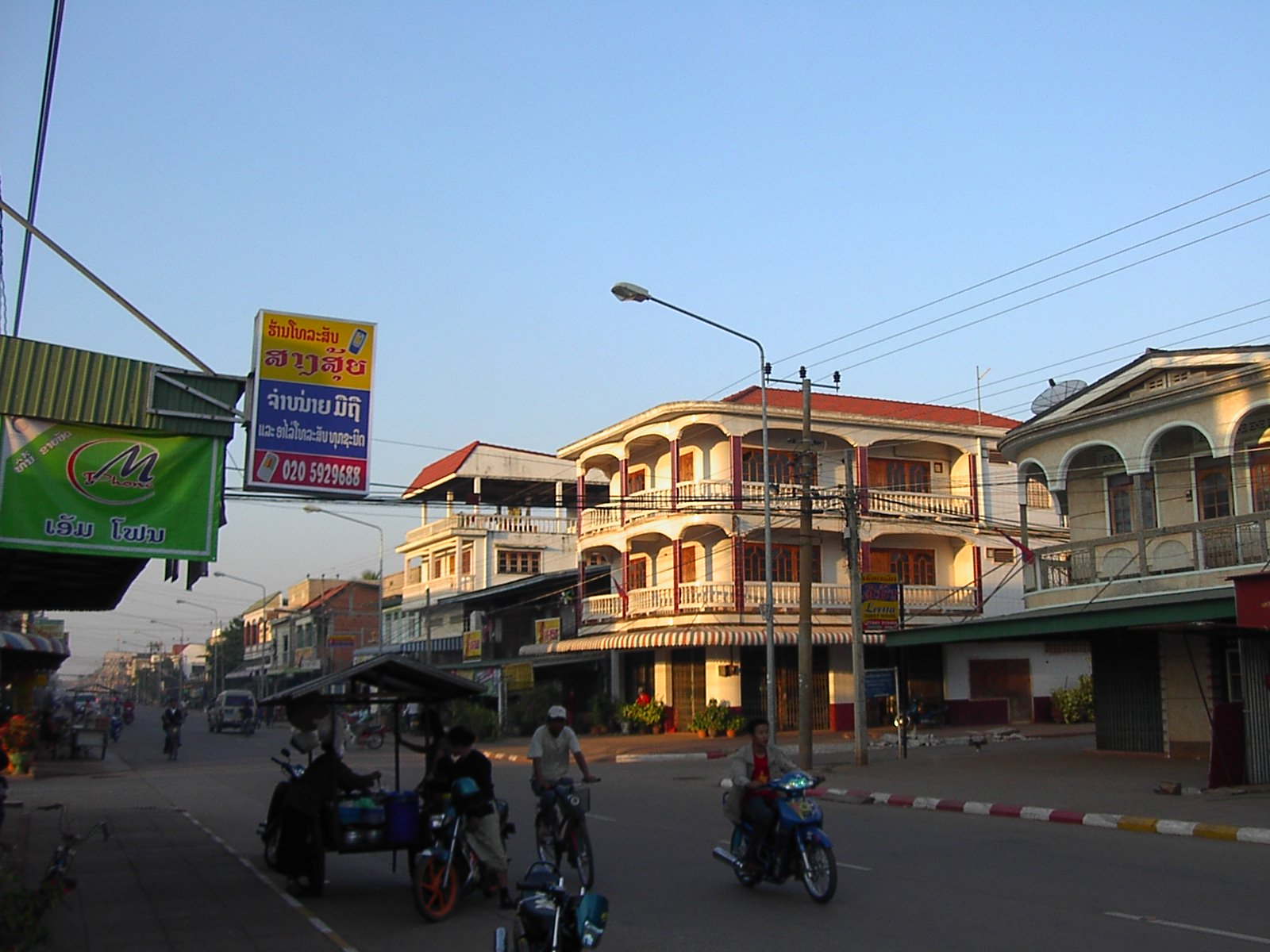
沙湾拿吉中心

沙湾拿吉，官方名称为凯山丰威汉，是老挝沙湾那吉省省會，也是該國第三大城市，人口约12万。
沙湾那吉意思是「天堂里的城市」。
原名坎塔波里。2005年为纪念老挝人民民主共和国建国领导人，先后任老挝人民革命党总书记、主席，首任政府总理及第二任国家主席的凯山·丰威汉，该城被改名为“凯山丰威汉”，但不论是老挝民间还是国际上都仍称其为沙湾拿吉。

## 交通
- 沙湾拿吉机场
- 第二泰老友谊大桥